# Tiro com arco nos Jogos Olímpicos de Verão da Juventude de 2014
O tiro com arco nos Jogos Olímpicos de Verão da Juventude de 2014 foram realizados entre 22 e 26 de Agosto na Base de Treinos de Desportos de Fangshan em Nanquim, China.

## Qualificação
Cada Comité Olímpico Nacional pode enviar dois atletas, um de cada sexo. Apesar da China ter a oportunidade de atingir o máximo, abdicou do lugar para o evento de rapazes e  a vaga foi dada à nação melhor classificada a seguir nos Mundiais da Juventude de 2013. Uma comissão tripartida decidiu mais oito (masculino) e quatro (feminino) vagas, embora só tenham sido distribuídas cinco. Os lugares foram dados às melhores nações seguintes dos Mundiais da Juventude de 2013. Os outros 54 lugares foram decididos por eventos de qualificiação, como os Campeonatos Mundiais da Juventude de Tiro com arco de 2013 e cinco torneios de qualificação continentais.
Para poder participar nas Olimpíadas da Juventude, os atletas têm que ser nascidos entre 1 de Janeiro de 1997 e 31 de Dezembro de 1999. Além disso, todos os arqueiros devem ter alcançado uma pontuação de qualificação mínima.
- Rapazes: ronda FITA de 1220 ou ronda 60m de 610
- Rapariga: ronda FITA de 1200 ou ronda 60m de of 600

Os mínimos devem ter sido alcançados entre 1 de Setembro de 2014 e 1 de Julho de 2014.
Masculino
| Evento                                        | Local        | Data                                  | Total de vagas | Qualificados |
| --------------------------------------------- | ------------ | ------------------------------------- | -------------- | --- |
| Anfitriões                                    | -            | -                                     | 1 (0)          | CHN China |
| Campeonatos Mundiais de Tiro com arco de 2013 | Wuxi         | 13 a 20 de Outubro de 2013            | 20             | GER Alemanha ARG Argentina BEL Bélgica BLR Bielorrússia BRA Brasil BUL Bulgária KOR Coreia do Sul SVK Eslováquia SLO Eslovênia FRA França GBR Grã-Bretanha IND Índia ITA Itália JPN Japão MAS Malásia MEX México NED Países Baixos POL Polônia TPE Taipé Chinês TUR Turquia |
| Campeonatos Asiáticos de 2013                 | Taipei       | 29 de Outubro a 2 de Novembro de 2013 | 2              | PHI Filipinas INA Indonésia |
| Evento de Qualificação americano para os JOJ  | Buenos Aires | 2 a 6 de Dezembro de 2013             | 2              | CAN Canadá VEN Venezuela |
| Evento de Qualificação da Oceânia para os JOJ | Auckland     | 15 a 16 de Fevereiro de 2014          | 1              | AUS Austrália |
| Evento de Qualificação africano para os JOJ   | Windhoek     | 13 a 16 de Abril de 2014              | 2              | EGY Egito LBA Líbia |
| Evento de Qualificação europeu para os JOJ    | Ljubljana    | 19 a 24 de Maio de 2014               | 2              | SUI Suíça UKR Ucrânia |
| Convite tripartido                            | -            | -                                     | 3              | BAN Bangladesh MYA Mianmar NAM Namíbia |
| TOTAL                                         |              |                                       | 32             | |

Feminino
| Evento                                        | Local        | Data                                  | Total de vagas | Qualificados |
| --------------------------------------------- | ------------ | ------------------------------------- | -------------- | --- |
| Anfitriões                                    | -            | -                                     | 1              | CHN China |
| Campeonatos Mundiais de Tiro com arco de 2013 | Wuxi         | 13 a 20 de Outubro de 2013            | 19             | AZE Azerbaijão BLR Bielorrússia BRA Brasil BUL Bulgária KOR Coreia do Sul CUB Cuba ESP Espanha FRA França GBR Grã-Bretanha IND Índia INA Indonésia ISR Israel ITA Itália JPN Japão MEX México POL Polônia TPE Taipé Chinês TUR Turquia UKR Ucrânia |
| Campeonatos Asiáticos de 2013                 | Taipei       | 29 de Outubro a 2 de Novembro de 2013 | 2              | KAZ Cazaquistão PHI Filipinas |
| Evento de Qualificação americano para os JOJ  | Buenos Aires | 2 a 6 de Dezembro de 2014             | 2              | GUA Guatemala VEN Venezuela |
| Evento de Qualificação da Oceânia para os JOJ | Auckland     | 15 e 16 de Fevereiro de 2014          | 1              | AUS Austrália |
| Evento de Qualificação africano para os JOJ   | Windhoek     | 13 a 16 de Abril de 2014              | 2              | BEN Benim EGY Egito |
| Evento de Qualificação europeu para os JOJ    | Ljubljana    | 19 a 24 de Maio de 2014               | 3              | GER Alemanha SLO Eslovênia FIN Finlândia |
| Convite tripartido                            | -            | -                                     | 2              | TJK Tajiquistão TGA Tonga |
| TOTAL                                         |              |                                       | 32             | |

## Calendário
O calendário foi publicado pelo Comité Organizador dos Jogos Olímpicos da Juventude de Nanquim.
Todos os horários são pela hora padrão chinesa  (UTC+8).
| Data         | Dia da semana | Hora de início | Evento                                                                         |
| ------------ | ------------- | -------------- | ------------------------------------------------------------------------------ |
| 22 de Agosto | 6ª Feira      | 09:00          | Ronda de ranking individual (masculino) Ronda de ranking individual (feminino) |
| 22 de Agosto | 6ª Feira      | 15:00          | 1/16avos-final mistos                                                          |
| 23 de Agosto | Sábado        | 09:00          | 1/16avos-final individuais (masculino) 1/16avos-final individuais (feminino)   |
| 23 de Agosto | Sábado        | 14:00          | 1/16avos-final individuais (masculino) 1/16avos-final individuais (feminino)   |
| 24 de Agosto | Domingo       | 09:30          | 1/8avos-final mistos                                                           |
| 24 de Agosto | Domingo       | 14:30          | Finais de equipas mistas                                                       |
| 25 de Agosto | 2ª Feira      | 09:30          | 1/8avos-final individuais (feminino)                                           |
| 25 de Agosto | 2ª Feira      | 15:00          | Finais individuais (feminino)                                                  |
| 26 de Agosto | 3ª Feira      | 09:30          | 1/8avos-final individuais (masculino)                                          |
| 26 de Agosto | 3ª Feira      | 15:00          | Finais individuais (masculino)                                                 |

## Medalhistas
| Evento                        | Ouro                                                             | Prata                                                                 | Bronze                                                         |
| ----------------------------- | ---------------------------------------------------------------- | --------------------------------------------------------------------- | -------------------------------------------------------------- |
| Individual masculino detalhes | KOR Lee Woo-seok                                                 | BRA Marcus D'Almeida                                                  | IND Atul Verma                                                 |
| Individual feminino detalhes  | CHN Li Jiaman                                                    | FRA Mélanie Gaubil                                                    | KOR Lee Eun-gyeong                                             |
| Equipas mistas detalhes       | CHN Li Jiaman PHI Luis Gabriel Moreno IOC Equipes internacionais | GER Cynthia Freywald MAS Muhamad Zolkepeli IOC Equipes internacionais | FIN Mirjam Tuokkola CAN Eric Peters IOC Equipes internacionais |

## Quadro de medalhas
| Ordem | País                       | Medalha de ouro | Medalha de prata | Medalha de bronze |   | Ordem por total |
| ----- | -------------------------- | --------------- | ---------------- | ----------------- | - | --------------- |
| –     | IOC Equipes internacionais | 1               | 1                | 1                 | 3 | –               |
| 1     | KOR Coreia do Sul          | 1               |                  | 1                 | 2 | 1               |
| 2     | CHN China                  | 1               |                  |                   | 1 | 2               |
| 3     | BRA Brasil                 |                 | 1                |                   | 1 | 2               |
|       | FRA França                 |                 | 1                |                   | 1 | 2               |
| 5     | IND Índia                  |                 |                  | 1                 | 1 | 2               |
| TOTAL | TOTAL                      | 3               | 3                | 3                 | 9 |                 |